# María Itatí Castaldi
Marìa Itati Castaldi (16 de octubre de 1966, Ciudad de Santa Fe) es jugadora de básquetbol de Argentina, y fue integrante de la Selección sobre silla de ruedas de su país. 

## Trayectoria
Hasta el 2006 era jugadora de hockey, integrante del Club Ferroviarios. Ese año se dirigía a la ciudad de Franck, provincia de Santa Fe, para disputar un partido con su equipo pero un accidente en el auto en el que se trasladaba provocó un cambio en su vida. Salió despedida del vehículo y sufrió una lesión en su columna que le impidió volver a caminar.
En 2012, ingresó a CILSA para jugar al básquet y la convocaron del seleccionado nacional que estaba probando jugadoras mujeres de ese deporte. Y la experiencia que empezó como parte de su programa de rehabilitación la llevó a participar de varios certámenes internacionales.
En 2015, participó de los Juegos Parapanamericanos en Toronto, Canadá y logró con la selección la clasificación para los Paralímpicos 2016. Ese año, representó a Argentina en los Juegos Paralímpicos de Río de Janeiro, Brasil. 